# Селлик, Энн Эйнвальдович
Энн Э́йнвальдович Се́ллик (род. 10 декабря 1954, Ийзаку, Ида-Вирумаа) — советский легкоатлет, победитель Универсиады.

## Карьера
На Олимпиаде в Монреале в 1976 году в беге на 5000 метров стал 11-м. На московской Олимпиаде в беге на 5000 метров не смог выйти в финал, а в беге на 10 000 метров занял 8-е место.
Двукратный чемпион СССР в беге на 10 000 метров.
Неоднократно участвовал в чемпионате мира по кроссу и занимал призовые места.

## Награды
- Орден Белой звезды 5 класса (5 февраля 2025 года)[4]